# نیکولتا کیریاکوپلو
نیکولتا کیریاکوپلو (یونانی: Νικολέτα Κυριακοπούλου؛ زادهٔ ۲۱ مارس ۱۹۸۶) ورزشکار پرش با نیزه اهل یونان است.
وی در مسابقات کشوری و بین‌المللی در مجموع برندهٔ ۱ مدال طلا شده‌است.